# Saint-Martial-de-Nabirat
Saint-Martial-de-Nabirat é uma comuna francesa na região administrativa da Nova Aquitânia, no departamento Dordonha. Estende-se por uma área de 15,52 km². Em 2010 a comuna tinha 578 habitantes (densidade: 37,2 hab./km²).